# Опочтлі

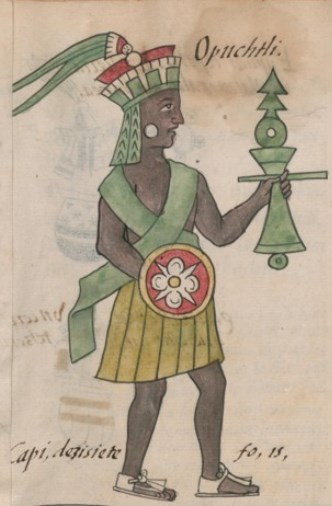
Опочтлі у Флорентійському Кодексі

Опочтлі (науатль Opochtli, дос. «лівша, лівий») — в ацтекській міфології, бог дощу та води, який входив до групи супутників Тлалока — тлалоке. 
Його ім'я походить від того, що він був богом, який метав спис лівою рукою, а також оскільки від був богом півдня (ацтеки вважали захід головною стороною світу, тож південь у них був ліворуч). 

## Особливі риси
Характерною особливістю Опочтлі серед богів дощу і води було те, що йому приписували винахід рибальства, рибальських сіток, весел, риболовецьких пасток і мінакачаллі — списа, яким ловили велику рибу, а також птахів та іншу дичину.
Опочтлі поклонялися переважно в селах, розташованих біля води. Коли рибалки і люди води вшановували його, вони пропонували йому їжу і пульке, яке самі вживали, а також кукурудзу і пахощі.

## Зовнішній вигляд
Голий чоловік зі смаглявим обличчям, пофарбований у все чорне, туго обв'язаний перепелиним пір'ям. Мав корону з паперу різних кольорів, складену на зразок троянди, а над нею — шлейф із зеленого пір'я, що виходив з жовтої китиці.